# Ethirimol
Ethirimol ist eine chemische Verbindung aus der Gruppe der Hydroxy-(2-amino)-pyrimidine, welche 1968 von ICI (heute Syngenta) als Fungizid eingeführt wurde. Es zählt dort zu den 2-Aminopyrimidin-Fungiziden.

## Gewinnung und Darstellung
Ethirimol kann durch Reaktion von 2-Butyl-ethylacetoacetat mit Ethylguanidin gewonnen werden.

## Verwendung
Ethirimol wird als protektiv und kurativ wirkendes, systemisches Fungizid gegen Echte Mehltaupilze verwendet. Die Wirkung basiert auf Hemmung der Adenosin-Desaminase (ADAase).
Es ist außerdem der Hauptmetabolit von Bupirimat.

## Zulassung
Ethirimol war von 1971 bis 1991 in der BRD zugelassen. In den Staaten der EU und in der Schweiz sind keine Pflanzenschutzmittel mit diesem Wirkstoff zugelassen.